# Kathmandu (stad)
Kathmandu (Nepalees: काठमांडौ) is de hoofdstad van Nepal. De bevolking bestaat uit zo'n 975.000 inwoners (census 2011).
De stad is gelegen in een vallei aan de rivier de Vishnumati op 1350 meter boven zeeniveau.
De stad is bekend om zijn vele Boeddhistische en Hindoeistische tempels en paleizen, waarvan de meeste uit de 17e eeuw dateren. De grootste stoepa van Nepal is Bouddhanath in de wijk Bouddah; de belangrijkste tempel is Pashupatinath niet ver van het vliegveld Tribhuvan. In Kathmandu staan vele paleizen die tegenwoordig vaak dienstdoen als ministerie. De bekendste paleizen zijn het Hanuman Dhoka aan het beroemde werelderfgoed Durbar-plein. In de Kathmandu vallei bevinden zich nog zes andere monumenten van de werelderfgoedlijst. Het andere paleis staat vlak bij Thamel en is het voormalige paleis van de Nepalese koninklijke familie dat tegenwoordig een museum is.
Kathmandu is populair bij westerse toeristen, die zich voornamelijk in de wijk Thamel concentreren. De stad is vooral in trek bij cultuurliefhebbers en rugzaktoeristen. Ook is het een voorstation voor bergbeklimmers van de Himalaya.
Sinds de Tibetaanse diaspora nam Kathmandu in de tweede helft van de 20e eeuw Tibetaanse vluchtelingen op.
Op 25 april 2015 werd de stad getroffen door een zware aardbeving, met een kracht van 7,8 op de schaal van Richter. De aardbeving verwoestte veel gebouwen in het historische centrum. Zo stortte de Dharahara, een 62 meter hoge toren uit 1832, in. Op dat moment bevonden zich 200 bezoekers in het gebouw. Kathmandu is door de beving meer dan een meter naar het zuiden verschoven en is door de overschuiving ook hoger komen te liggen.

De heropbouw van ingestorte huizen verloopt zeer moeizaam en is nog niet voltooid.

## Stedenbanden
- Eugene (Verenigde Staten)
- Matsumoto (Japan)
- Minsk (Wit-Rusland)
- Pyongyang (Noord-Korea)
- Yangon (Myanmar)
- Xi'an (China)

## Bekende inwoners van Kathmandu

### Geboren
- Manisha Koirala (1970), actrice
- Amrita Acharya (1987), actrice